# Zelda (Jérôme K. Jérôme Bloche)
Pour les articles homonymes, voir Zelda.
Zelda est le 6e album de la série de bande dessinée Jérôme K. Jérôme Bloche d’Alain Dodier. L'ouvrage est publié en 1989 par les éditions DUPUIS.

## Personnages principaux
Henriette